# Hans Christian Ørsted

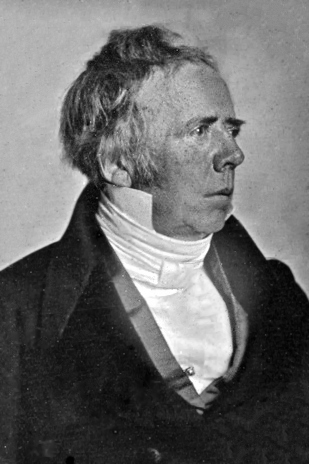
Hans Christian Ørsted

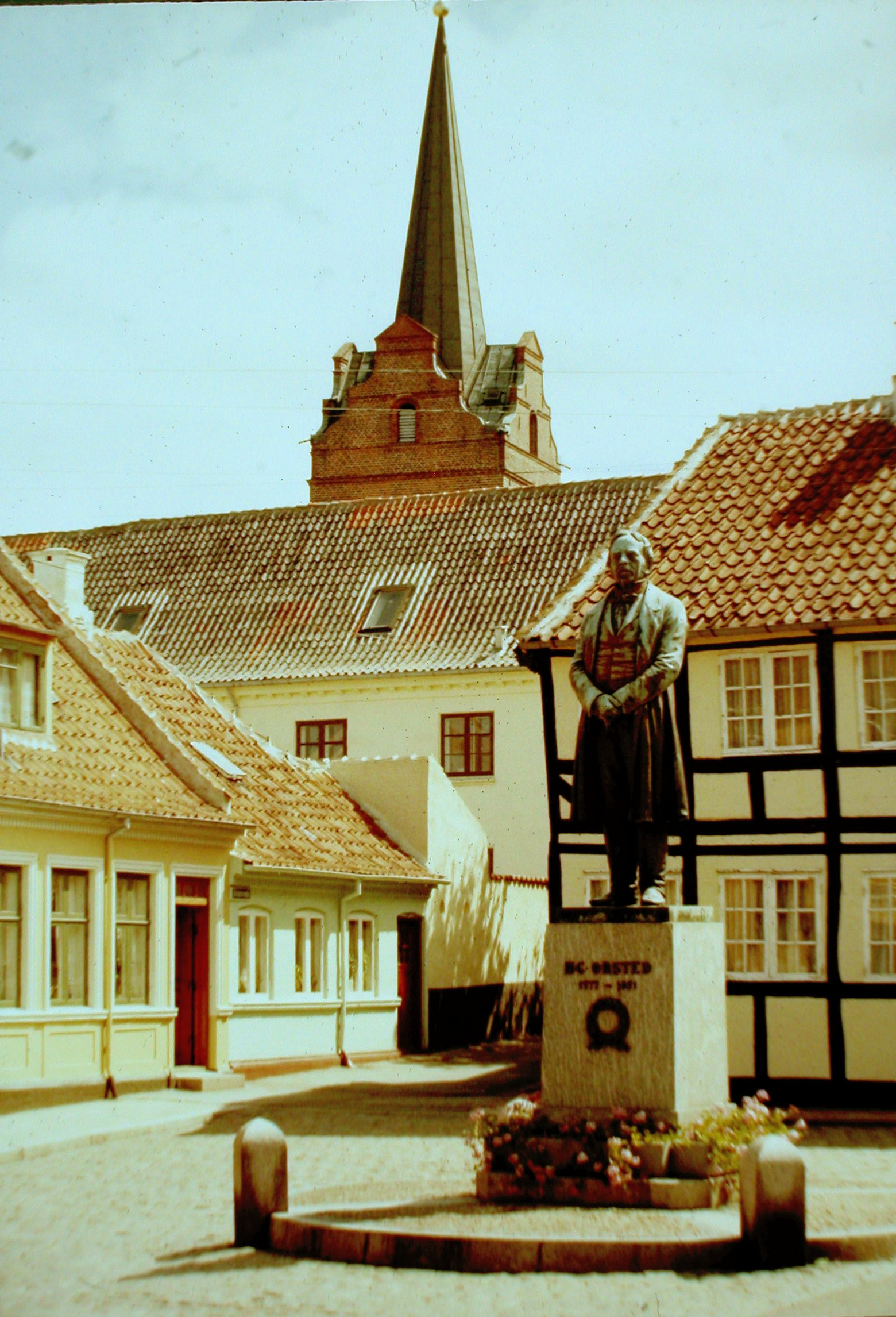
Ørsted-Denkmal in Rudkøbing

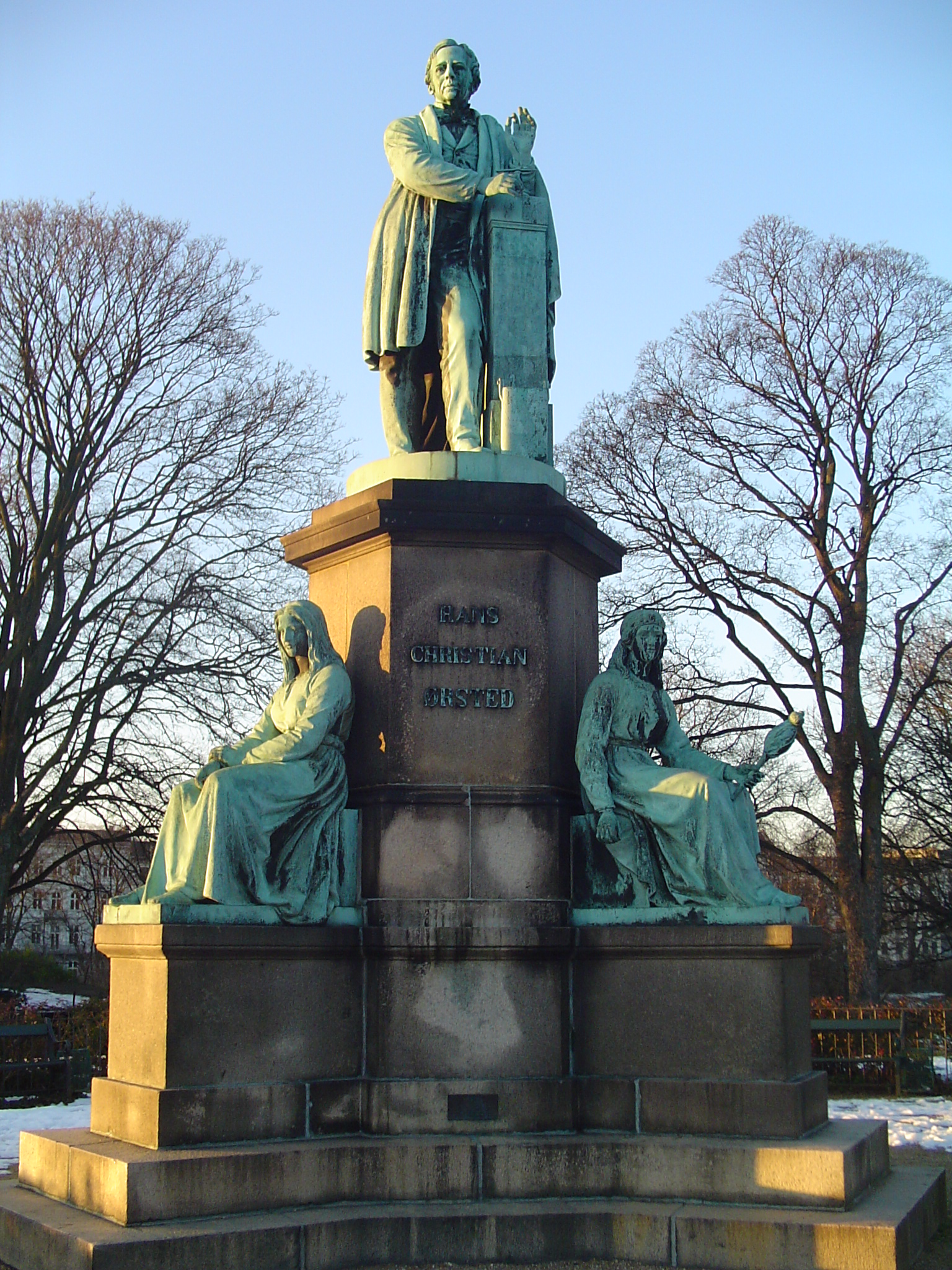
Ørsted-Denkmal im Ørstedpark in Kopenhagen

Hans Christian Ørsted, deutsch Hans Christian Oersted [ˈœrsdɛð] (* 14. August 1777 in Rudkøbing; † 9. März 1851 in Kopenhagen), war ein dänischer Physiker, Chemiker und Naturphilosoph. 1820 entdeckte Ørsted die magnetische Wirkung des elektrischen Stromes und gilt als Mitbegründer der Elektrizitätslehre und Elektrotechnik. Ørsted war 1829 maßgeblich beteiligt an der Gründung der Polytechnischen Lehranstalt (dänisch Den Polytekniske Læreanstalt) in Kopenhagen, des Vorgängers der heutigen Technischen Universität Dänemarks. Seit der Eröffnung war er bis zu seinem Tod Rektor der Schule. Er gilt als eine der führenden Persönlichkeiten des Goldenen Zeitalters Dänemarks.

## Leben
Hans Christian Ørsted wurde als einer der beiden Söhne des Apothekers Søren Christian Ørsted geboren. Da es bis 1814 keine allgemeine Schulbildung gab, erhielten Hans Christian und sein jüngerer Bruder Anders Sandøe Ørsted hauptsächlich Unterricht von einem deutschen Perückenmacher und seiner Frau, bei denen sie u. a. Deutsch, Mathematik und die Lutherischen Katechismen lernten. Durch die Arbeit in der Apotheke seines Vaters, in der er mit zwölf Jahren anfing auszuhelfen, wurde Ørsteds Interesse an der Wissenschaft geweckt. Er erlangte seine weitere Bildung hauptsächlich autodidaktisch und ging 1793 nach Kopenhagen, um seine Aufnahmeprüfung an der Universität Kopenhagen abzulegen, an der er dann Naturwissenschaften und Pharmazie studierte. Die pharmazeutischen Examina legte er 1797 ab. 1799 erlangte er den Doktorgrad mit einer Dissertation über Kants Naturphilosophie mit dem Titel Über die Architektonik der Naturmetaphysik und wurde 1800 Adjunkt.
Von 1801 bis 1804 unternahm er eine ausgedehnte Studienreise durch Europa. Unter anderem verbrachte er mehrere Monate in Frankreich und Deutschland, wo er persönlich bekannt wurde mit dem Naturforscher Henrich Steffens, dem in München getroffenen Ingenieur und Sozialreformer Franz von Baader, dem ihn philosophisch beeinflussenden Naturphilosophen Schelling und dem Physiker Johann Wilhelm Ritter. Ritter war Erfinder des ersten Akkus, der Ritter’schen Ladungssäule, beschäftigte sich mit Galvanismus und gilt als Mitbegründer der Elektrochemie. Mit Ritter verband Ørsted eine langjährige Freundschaft, und dessen naturphilosophische Ideen und Ansichten gehörten zu den Grundsteinen für Ørsteds spätere Forschungen zum Elektromagnetismus. 1806 wurde Ørsted außerordentlicher Professor für Chemie und Physik an der Universität Kopenhagen. Dort wurde er 1817 ordentlicher Professor für Physik und amtierte 1825/26 und 1840/41 als Rektor.
Im Januar 1812 wurde er in der Kopenhagener Freimaurerloge Friedrich zur gekrönten Hoffnung aufgenommen und an seinem Hochzeitstag 1814, an dem er Inger Birgitte Ballum heiratete, ernannten ihn die Kopenhagener Logen zum Ehrenmitglied. Ørsted hatte mit seiner Frau drei Söhne und vier Töchter. Der Schriftsteller Hans Christian Andersen (1805–1875) unterhielt eine langjährige Freundschaft zu Ørsted und wurde von dessen naturphilosophischen Ansichten beeinflusst, was sich nach Ansicht von John L. Greenway besonders in seinem Märchen Die Glocke widerspiegelt. Als Literaturkenner und überzeugt von Andersens Talent, war Ørsted 1835 eine treibende Kraft zur Veröffentlichung von Andersens Märchen (dänisch Eventyr, fortalte for Børn 1835–1848, dt. „Märchen, für Kinder erzählt“). Die ganzheitliche Weltsicht wiederum trieb Ørsted dazu, den Zusammenhang der Naturkräfte nicht bloß mit mathematischen Formeln zu beschreiben, sondern mit einer poetisch-philosophischen Sprache.
1824 gründete er die Dänische Gesellschaft zur Verbreitung der Naturlehre. Auf Initiative von Ørsted wurde 1829 in Kopenhagen die Polytechnische Lehranstalt (dänisch Den Polytekniske Læreanstalt; Vorgänger von Dänemarks Technischer Universität) gegründet, deren erster Rektor er seit der Eröffnung bis zu seinem Tod im Jahr 1851 war. Als er im Alter von 73 Jahren in Kopenhagen verstarb, war er anerkannter Physiker, Chemiker und Astronom, und gilt heute als eine der führenden Persönlichkeiten des Goldenen Zeitalters Dänemarks. Seine Grabstätte liegt auf dem Assistenzfriedhof im Kopenhagener Stadtteil Nørrebro.
Hans Christian Ørsted ist der Urgroßvater des Radrennfahrers Hans-Henrik Ørsted.

## Werk

### Chemie
1819 isolierte Ørsted erstmals Piperidin aus schwarzem Pfeffer und 1825 gelang ihm durch Reaktion von Aluminiumchlorid (AlCl3) mit Kaliumamalgam erstmals die Darstellung von Aluminium.

### Physik
1820 beobachtete Ørsted während einer Vorlesung die Ablenkung einer Kompassnadel durch einen stromdurchflossenen Draht und entdeckte somit die magnetische Wirkung des elektrischen Stromes. Er unternahm daraufhin hierzu weitere Experimente. Im gleichen Jahr konstruierte er das Piezometer. Ørsted war nicht der Erste, der einen Zusammenhang zwischen Elektrizität und Magnetismus entdeckte, denn bereits 18 Jahre zuvor (1802) hatte der Italiener Gian Domenico Romagnosi die gleichen Beobachtungen gemacht. Diese fanden aber zu jener Zeit keine Beachtung und gerieten in Vergessenheit. Der ohnehin zu holistischem Gedankengut neigende Ørsted erkannte sofort die Tragweite der Verknüpfung beider Phänomene. Er löste mit der Veröffentlichung einer vier Seiten langen Abhandlung in lateinischer Sprache über seine Entdeckung und Erkenntnisse die Entwicklung der Elektrizitätslehre und Elektrotechnik aus.
Weiterhin führte er Forschungen zu den Eigenschaften von Flüssigkeiten und Gasen durch, wobei sein Hauptaugenmerk auf deren Kompressibilität lag.

### Philosophie
Ørsted führte als erster den Begriff Gedankenexperiment als Beziehung zwischen mathematischer und physikalischer Erkenntnis bei Kant ein. Die Prägung des Begriffs wird aber Ernst Mach zugeschrieben, da Ørsteds kantische Perspektive nahezu ohne begriffsgeschichtlichen Einfluss blieb.

## Rezeption
Johann Wolfgang von Goethe wurde auf die Pionierleistung von Ørsted aufmerksam und lud ihn ein, seine Experimente am Weimarer Hof vorzuführen. Anfangs war André-Marie Ampère skeptisch, ließ sich aber durch die Wiederholungen der Versuche überzeugen. Michael Faraday war von den Forschungsergebnissen beeindruckt und entdeckte elf Jahre später die elektromagnetische Induktion. Diese frühen Forschungen des 19. Jahrhunderts kulminierten in der Theorie der klassischen Elektrodynamik des Schotten James Clerk Maxwell, der mit seinen Gleichungen für Innovationen sorgte wie zum Beispiel Stromerzeugung, Antriebe, optische Erfindungen, Telegrafie und Mobilfunk.

## Ehrungen

### Ehrungen zu Lebzeiten
1808 wurde Ørstedt Mitglied der Königlichen Dänischen Gesellschaft der Wissenschaften, zu deren Sekretär er dann 1815 erwählt wurde, und 1809 wurde er korrespondierendes Mitglied der Bayerischen Akademie der Wissenschaften sowie 1821 zu deren auswärtigem Mitglied. Auch Preußen würdigte seine wissenschaftlichen Erkenntnisse und verlieh ihm 1842 den im gleichen Jahr von Friedrich Wilhelm IV. gestifteten Orden Pour le Mérite für Wissenschaften und Künste. Seit 1820 war er auch korrespondierendes Mitglied der Königlich Preußischen Akademie der Wissenschaften zu Berlin und seit 1821 auswärtiges Mitglied der Royal Society sowie ordentliches Mitglied der Royal Society of Edinburgh. 1823 wurde er korrespondierendes und 1843 auswärtiges Mitglied (associé étranger) der Académie des sciences in Paris. 1826 wurde er zum auswärtigen Mitglied der Göttinger Akademie der Wissenschaften gewählt. Seit 1830 war er Ehrenmitglied der Petersburger Akademie der Wissenschaften und seit 1842 Mitglied der Académie royale de Bruxelles. 1849 wurde er in die American Academy of Arts and Sciences gewählt.

### Postume Ehrungen
Nach Ørsted wurde die inzwischen veraltete cgs-Einheit der magnetischen Feldstärke (abgekürzt mit dem Einheitenzeichen Oe) benannt.
Der 1999 gestartete erste dänische Satellit Ørsted, zur hochpräzisen Vermessung des Erdmagnetfeldes, sowie der Mondkrater Oersted wurden zu seinen Ehren nach ihm benannt. Ørsted war auch Namensgeber für das erste als Kabelleger konzipierte und erfolgreich eingesetzte Schiff, die 1872 bei Burmeister & Wain in Kopenhagen gebaute H. C. Ørsted der Det Store Nordiske Telegraf-Selskab.
Die American Physical Society vergibt für herausragende Leistungen in Physikdidaktik und -lehre die Oersted Medal.
Der Asteroid (16583) Oersted wurde am 22. Juli 2013 nach ihm benannt.
2020 ehrte Dänemark Ørsted zum Jubiläum seiner Entdeckung vor 200 Jahren mit einer Sonderausstellung in Kopenhagen, in der die Originalgeräte seines Experiments gezeigt wurden.
Auch in der Anime-Serie Mushoku Tensei (Jobless Reincarnation in another world) findet sich Ørsted als einer der vier großen Gottheiten in der Welt von Pierre-Simon Laplace (hier: Erschaffer-Gottheit) wieder.

## Schriften

Der Geist in der Natur. 2 von 1854

- H. C. Orsted’s Theory of Force: An Unpublished Textbook in Dynamical Chemistry (= Historisk-filosofiske meddelelser. Band 86). Royal Danish Academy of Sciences and Letters, C. A. Reitzel, Copenhagen 2003, ISBN 87-7876-326-6 (Scan in der Google-Buchsuche).
- Der Geist in der Natur. Deutsche Originalausgabe des Verfassers, München 1850 (Scan in der Google-Buchsuche).
- Der mechanische Theil der Naturlehre. Friedrich Vieweg und Sohn, Braunschweig 1851 (Scan in der Google-Buchsuche).
- Versuche über die Wirkung des electrischen Conflicts auf die Magnetnadel. Selbstverlag 1820 (ufdc.ufl.edu [deutsch; Scan]; rhetos.de [deutschsprachige Transkription])
- Übersicht über Ørsteds Schriften in den Annalen der Physik und (physikalischen) Chemie unter: Wikisource.
- Karen Jelved, Andrew D. Jackson, Ole Knudsen (Hrsg.): Selected Scientific Works of Hans Christian Ørsted. Princeton University Press, 1998, ISBN 0-691-04334-5 (englisch).